# Angélica Gorodischer
Angélica Beatriz del Rosario Arcal de Gorodischer (Buenos Aires, 28 de julho de 1928 – Rosário,5 de fevereiro de 2022) foi uma escritora argentina conhecida por seus contos e coletâneas dos mais variados gêneros como ficção científica, fantasia e thrillers, com enredos a partir de uma perspectiva feminista.
É considerada uma das vozes mais importantes da literatura argentina e foi pioneira da ficção científica no país.

## Biografia
Gorodischer nasceu na capital argentina em 1928. Era filha de Fernando Félix Arcal, comerciante, e da poeta Angélica de Arcal, casados em 1924 em Rosário, mudando-se logo em seguida para Buenos Aires. Quando tinha 8 anos, a família se mudou de volta para a cidade de Rosário, que aparecia com frequência em suas obras, tanto que rm 2007, a cidade lhe conferiu o título de Cidadã Ilustre. Crescendo rodeada por livros, em especial pela influência da mãe, Gorodischer desde pequena queria se tornar escritora.
Em 1948, Angélica se casou com o arquiteto Sujer Gorodischer, adotando seu sobrenome para compor seu pseudônimo de autora. Estudou na Escuela Normal No. 2, de Rosário, onde se formou professora e ingressou no curso de Filosofia e Letras pela Universidad Nacional del Litoral, onde começou a cursar uma licenciatura, que não terminou.
Em 1964 ganhou um concurso na revista Vea y Lea com o conto policial "En Verano, a la siesta y con Martina". Em 1988, recebeu uma bolsa Fulbright, graças à qual participou do International Writing Program da Universidade de Iowa, e em 1991, também com uma bolsa Fulbright, lecionou na Universidade do Norte do Colorado.
Desde 1967 foi membro de júris de vários prêmios literários na Argentina e em outros países. Deu mais de 350 conferências, a maioria delas sobre literatura fantástica, também sobre escrita feminina e foi traduzida para o inglês, francês, alemão, italiano e grego. É considerada uma das três vozes femininas mais importantes da ficção científica na América Latina.
No mercado anglófono, Gorodischer é mais conhecida pelo livro Kalpa Imperial (1983), com tradução para o inglês, em 2003, por Ursula K. Le Guin. É uma coletânea de contos que detalham a história de um vasto império fictício através de alegorias, fábulas e histórias de fantasia. Seu trabalho também foi publicado na antologia norte-americana Starlight 2.
Além de histórias de ficção científica e fantasia, Gorodischer escrevia enredos criminais, onde sua detetive é uma senhora de alta classe que relutantemente e ao acaso se envolve no mundo da intriga internacional. Sua estreia literária no gênero aconteceu em 1985 com o conto Floreros de alabastro, alfombras de Bokhara, republicado em 1988 como Jugo de mango.
Em 2011, Gorodischer recebeu o World Fantasy Award for Lifetime Achievement em reconhecimento à sua contribuição para a comunidade de escritores ficção científica e fantasia.

## Morte
Gorodischer morreu em 5 de fevereiro de 2022, em sua casa em Rosário, aos 93 anos.

## Publicações
- Cuentos con soldados. Santa Fe: Premio Club del Orden, 1965. (contos)
- Opus dos. Buenos Aires: Ediciones Minotauro, 1967. (romance)
- Las pelucas. Buenos Aires: Editorial Sudamericana, 1968. (contos)
- Bajo las jubeas en flor. Buenos Aires: Ediciones De La Flor, 1973. (contos)
- Casta luna electrónica. Buenos Aires: Ediciones Andrómeda, 1977. (contos)
- Trafalgar. El Cid Editor, Buenos Aires, 1979. (contos)
- Kalpa imperial. Buenos Aires: Ediciones Minotauro, 1983. (contos)
- Mala noche y parir hembra. Buenos Aires: Ediciones La Campana, 1983. (contos)
- Floreros de alabastro, alfombras de Bokhara. Lyndhurst, NJ: Lectorum Publications, 1985. (novel)
- Jugo de mango. Buenos Aires: Emecé Editores, 1988. (novela)
- Las repúblicas. Buenos Aires: Ediciones de la Flor, 1991. (contos)
- Fábula de la virgen y el bombero. Buenos Aires: Editiones de la Flor, 1993. (romance)
- Mujeres de palabra. San Juan: University of Puerto Rico Press, 1994.
- Prodigios. Barcelona: Ed. Lumen, 1994. (romance)
- Técnicas de supervivencia. Rosario: Ed. Municipal Rosario, 1994. (contos)
- La noche del inocente. Buenos Aires: Emecé Editores, 1996. (romance)
- Cómo triunfar en la vida. Buenos Aires: Emecé, 1998. (contos)
- "The End of a Dynasty." Capítulo de Kalpa Imperial. Traduzido por Ursula K. Le Guin. Coletânea Starlight 2. Editada por Patrick Nielsen Hayden. Nova York: Tor, 1999.
- Tumba de jaguares. Buenos Aires: Emecé Editores, 2005. (romance)[9]